# المغرة (بدبد)
المغرة منطقة سكنية تقع في ولاية بدبد، التابعة لمحافظة الداخلية في سلطنة عمان. يقدر عدد سكانها بـ 277 نسمة حسب إحصاء عام 2010 التابع للمركز الوطني للإحصاء والمعلومات الحكومي. رمز المنطقة هو 50810111.

## الوصلات الخارجية
- المركز الوطني للإحصاء والمعلومات، سلطنة عمان